# Šnireljmanova gostota
Šnireljmanova gostota (tudi gostota zaporedja) zaporedja v matematiki pove, kako »gosto« je to zaporedje. Pojem iz splošne aditivne teorije števil je leta 1930 uvedel ruski matematik Lev Genrihovič Šnireljman.
Intuitivno se ve, da obstaja »več« lihih števil kot kvadratnih števil. Množica lihih števil v bistvu ni »večja« od množice popolnih kvadratov, saj sta obe neskončni in števni. Med njima zatorej obstaja bijektivna preslikava – vsakemu elementu ene množice tako ustreza točno en element druge množice. S Šnirejmanovo gostoto se točneje izrazi takšno intuitivno zapažanje.
Za vsako celo število n > 0 naj je število členov zaporedja:
{\displaystyle A(n)=A\cap \{1,2,\ldots n\}\!\,.}
Šnireljmanova gostota podmnožice A množice N nenegativnih celih števil je potem največja spodnja meja ulomkov A(n)/n:
{\displaystyle \sigma A=\inf _{n>0}{\frac {A(n)}{n}}\!\,.}
Šnireljmanovo gostoto označujejo še z α ali δ(A).
Ta definicija razrešuje očiten problem z enostavno določitvijo gostote kot limite A(n)/n, saj ni nujno, da ta obstaja. Šnireljmanova gostota na drugi strani vedno obstaja.
Šnireljmanova funkcija gostote σ ima naslednje značilnosti:
1. Za vsak n, A(n) > n · σA.
2. σA = 1, tedaj in le tedaj A ⊇ N.
3. Če 1 {\displaystyle \notin } A, je σA = 0.
4. Če 0 ∈ A ∩ B, je σ(A + B) ≥ σA + σB - σA · σB
5. Če je σA + σB ≥ 1, velja σ(A + B) = 1.
6. Če je σA > 0, je A aditivna baza.